# Valerie Anita Aurora

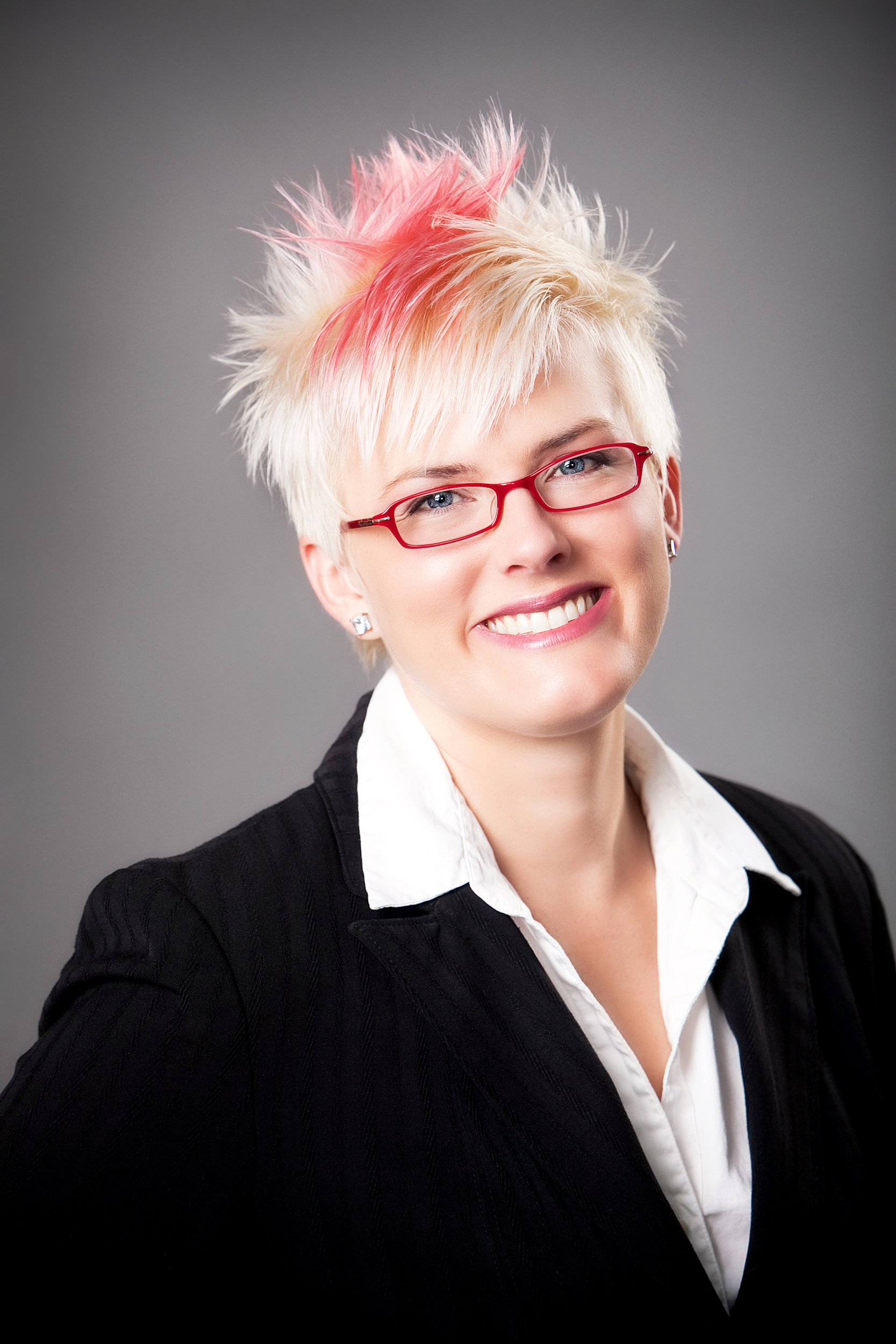
Valerie Aurora, 2011

Valerie Anita Aurora (* 1978 in den Vereinigten Staaten als Val Henson) ist eine US-amerikanische Informatikerin und feministische Aktivistin. Sie war Mitbegründerin der Ada-Initiative, einer Non-Profit-Organisation, die sich für eine stärkere Beteiligung von Frauen an der Freie-Kultur-Bewegung und der Open-Source-Technologie einsetzt. Aurora ist für neue Entwicklungen bei Dateisystemen in Linux bekannt.

## Kindheit und Studium
Aurora ist die Tochter von Carolyn Meinel und Keith Henson. Sie ist die Enkelin von Aden Meinel. Ihr Geburtsname war Val Henson, aber sie änderte ihn kurz vor 2009 und wählte ihren zweiten Vornamen nach der Informatikerin Anita Borg. Sie wuchs in New Mexico auf, wo sie zu Hause unterrichtet wurde. Sie begann sich für Computerprogrammierung zu interessieren, als sie 1995 als 17-jährige an der DEFCON teilnahm. Sie studierte Informatik und Mathematik am New Mexico Institute of Mining and Technology.

## Programmierung
Sie beschäftigte sich erstmals mit Dateisystemen, als sie 2002 bei Sun Microsystems mit ZFS arbeitete. Später wechselte sie zu IBM, wo sie in der Gruppe von Theodore Ts’o arbeitete und Erweiterungen für die Linux-Dateisysteme ext2 und ext3 entwickelte. Während ihrer Arbeit bei Intel implementierte sie das ext2 dirty bit und Relative Atime. Zusammen mit Arjan van de Ven hatte sie die Idee für ChunkFS, das die Dateisystemprüfungen Fsck vereinfacht, indem es das Dateisystem in unabhängige Teile aufteilt. Sie war auch Mitorganisatorin des ersten Linux File Systems Workshop, um herauszufinden, wie man das Bewusstsein für die Entwicklung von Dateisystemen schärfen und deren Finanzierung sichern kann. Von 2009 bis 2011 arbeitete sie für Red Hat als Linux-Kernel-Entwicklerin sowie als wissenschaftliche Autorin und Linux-Beraterin in Teilzeit.
Aurora arbeitet unter anderem als Principal Consultant für Bow Shock Systems Consulting (Stand: 2024).

## Ada-Initiative
Aurora war bereits eine Aktivistin für Frauen in der Open-Source-Branche, als sie sich Mary Gardiner und Mitgliedern des Blogs Geek Feminism anschloss, um Anti-Belästigungsrichtlinien für Konferenzen zu entwickeln, nachdem Noirin Shirley auf der ApacheCon 2010 sexuell angegriffen worden war. Aurora kündigte ihren Job bei Red Hat und gründete im Februar 2011 zusammen mit Gardiner die Ada Initiative. Die Organisation wurde nach Ada Lovelace benannt, die als die erste Computerprogrammiererin der Welt gilt. Zwei Jahre später gründete Aurora zusammen mit Amelia Greenhall und Liz Henry Double Union, einen Hackerspace für Frauen. Die Ada-Initiative wurde im Oktober 2015 aufgelöst.

## Engagement
Aurora führt seit 2007 einen Blog und hat ausführlich über Coding und die Erfahrungen von Frauen im Open-Source-Bereich geschrieben. Dazu gehören auch Beschreibungen der DEFCON und der Belästigungen, die dort stattgefunden haben. Im Jahr 2013 kritisierte Aurora gegenüber The Verge die Beteiligung der Electronic Frontier Foundation an der rechtlichen Verteidigung von Andrew Auernheimer, der wegen Hackens im Gefängnis saß und zuvor Kathy Sierra belästigt hatte.
Zwei Jahre nach einer Kontroverse aus dem Jahr 2013, bei der die PyCon-Teilnehmerin Adria Richards belästigt und bedroht wurde, lobte Aurora das Geschlechterverhältnis auf der PyCon und nannte Guido van Rossum und die Python-Gemeinschaft die „größte Erfolgsgeschichte für Frauen in der Open-Source-Branche“. In demselben Interview lobte sie die Kultur der Website Tumblr und erklärte, dass Linus Torvalds’ Tochter Patricia ein positives Vorbild sei.
Aurora ist nach eigenen Angaben Autorin der Wikipedia.

## Auszeichnungen
- 2012: Ernennung als einflussreiche Person im Bereich der Informationssicherheit vom SC Magazine, zusammen mit Mary Gardiner, der Mitbegründerin der Ada-Initiative[1]
- 2013: O’Reilly Open Source Award[15]